# Новоіванівка (Євпаторійський район)
Новоіва́нівка (крим. Novoivanivka) — село Євпаторійського району Автономної Республіки Крим. Розташоване на південному сході району.

## Історія
Поблизу Новоіванівки виявлено залишки скіфського, а біля Хмельового — середньовічного поселень.